# ABL1
ABL1 (انگلیسی: ABL1) که مخفف عبارتِ «Abelson murine leukemia viral oncogene homolog 1» است، پروتئینی است که در انسان توسط ژن «ABL1» کُد می‌شود که بر روی کروموزوم ۹ قرار دارد.
ژنی که در پستانداران یافت می‌شود «c-Abl» و ژن موجود در ویروس‌ها «v-Abl» نام‌گذاری شده‌است.
این پروتواُنکوژن یک پروتئین هسته‌ای و سیتوپلاسمی را کد می‌کند که در تقسیم، تمایز و اتصال سلولی نقش دارد.
جهش در این ژن با بروز لوسمی مزمن مغز استخوان (CML) در ارتباط است.